# 379 (số)
379 (ba trăm bảy mươi chín) là một số tự nhiên ngay sau 378 và ngay trước 380.